# Sammy Traoré
Sammy Traoré (* 25. Februar 1976 in Créteil) ist ein ehemaliger malischer Fußballspieler, der zudem die französische Staatsbürgerschaft besitzt.

## Karriere

### Verein
Traoré begann seine Karriere bei US Créteil. Mit der Mannschaft wurde er 1999 Vizemeister der Division 3 und spielte bis Ende August 2002 für den Verein in der Ligue 2. Nachdem er noch fünf Saisonspiele für Créteil gespielt hatte, wurde er von OGC Nizza in die Ligue 1 geholt. Dort wurde der Innenverteidiger schnell Stammspieler. Im Sommer 2006 stand er mit seinem Verein im Finale des Coupe de la Ligue, AS Nancy setzte sich jedoch mit 2:1 durch. Zur Saison 2006/07 wechselte Traoré zum Ligakonkurrenten Paris Saint-Germain.

### Nationalmannschaft
Von 2002 bis 2008 spielte Traoré in der Nationalmannschaft Malis. Für die Auswahl nahm er am Afrika-Cup 2004 teil.